# Lucban
Lucban es un municipio filipino de segunda clase, perteneciente a la provincia de Quezon, en la región de Calabarzon.

## Toponimia
El lugar puede aparecer referido como «Lucban» y «Lugbang».

## Historia
Hacia mediados del siglo XIX, el lugar, ya por entonces perteneciente a la provincia de Tayabas, tenía contabilizada una población de 6968 habitantes, repartidos en 2338 casas. Aparece descrito en el segundo volumen del Diccionario geográfico, estadístico, histórico de las Islas Filipinas (1851) de Manuel Buzeta Núñez y Felipe Bravo con las siguientes palabras:

LUGBANG ó LUCBAN: pueblo con cura y gobernadorcillo, en la isla de Luzon, prov. de Tayabas, dióc. de Nueva-Cáceres; sit. en los 125° 13' 50" long., 14° 8' lat., á la orilla de un r., terreno llano, y clima templado. Tiene unas 2,338 casas, siendo las mejores entre todas ellas la casa parr. y la de comunidad, donde se halla la cárcel. La igl. es de buena construccion y se halla servida por un cura regular. Hay ademas una escuela de primeras letras y el cementerio que está fuera de la pobl. Confina el term. por N. O. con la prov. de la Laguna; por O. con el pueblo de Lilio (á 3 leg.), y por S. y E. no estan marcados sus límites. El terreno es muy fértil y lo riegan varios riach. que atraviesan por él. prod. arroz, maiz, caña dulce, mangas, cocos, abacá, ajonjolí, añil y otras en muy corta cantidad. ind.: esta se reduce principalmente á la agricultura y á la fabricacion de algunas telas de lo que se ocupan especialmente las mugeres. pobl. 6,968 alm., y en 1845 pagaba 2,805 trib., correspondientes á 28,050 rs. plata, que ascienden á 70,125 rs. vn.
(Buzeta y Bravo, 1851, p. 173)

En 2020, tenía censados 53 091 habitantes.